# Лорд Фредерік Віндзор
Лорд Фредерік Майкл Джордж Девід Луї Віндзор (англ. Frederick Michael George David Louis Windsor, нар. 6 квітня 1979, Лондон, Велика Британія) — член британської королівської родини, фінансовий аналітик, єдиний син принца і принцеси Майкл Кентських. Наразі займає 53-тє місце в черзі успадкування британського престолу.

## Молодість і освіта
Лорд Фредерік Віндзор народився 6 квітня 1979 року в лікарні Святої Марії в Лондоні. Його охрестили 11 липня 1979 року в Королівській каплиці Сент-Джеймського палацу у Вестмінстері. Він є троюрідним братом короля Карла III та його братів і сестер.
Лорд Фредерік та його сестра, леді Габріелла, виховувалися в англіканській вірі.
Фредерік навчався в школі Уетербі, Саннінгдейл, і Ітонському коледжі, де був стипендіатом Оппідана, а пізніше у коледжі Магдалини, Оксфорд, де здобув ступінь 2:1 з класики.

## Кар'єра
Після закінчення навчання лорд Фредерік працював моделлю для кампанії Burberry та дизайнера Томаша Старжевського. Згодом став музичним журналістом, зокрема для журналу Tatler. Він планував стати соліситором, який спеціалізується на праві сфери розваг, але до вересня 2006 року, як пише The Times, він працював дипломованим фінансовим аналітиком в інвестиційному банку JP Morgan у Лондоні.
Зараз Фредерік виконавчий директор JPMorgan Chase.

## Особисте життя
У День святого Валентина (14 лютого) 2009 року лорд Фредерік заручився з актрисою Софі Вінклман. Королева дала згоду на шлюб, як того вимагає Закон про королівські шлюби 1772 року. Пара одружилася в Гемптон-Корті 12 вересня 2009 року.
Перша дитина пари, Мод Елізабет Дафні Марина, народилася в медичному центрі Рональда Рейгана UCLA 15 серпня 2013 року в Лос-Анджелесі. Її охрестили в Сент-Джеймсському палаці в грудні 2013 року. Серед її хрещених батьків — принцеса Євгенія. Мод виступила подружкою нареченої на весіллі принцеси Євгенії та Джека Бруксбенка у 2018 році.
20 січня 2016 року було оголошено, що лорд і леді Фредерік Віндзор стали батьками дівчинки Ізабелли Олександри Мей, яка народилася 16 січня 2016 року в лікарні Челсі та Вестмінстера в Лондоні.
Її охрестили в Кенсінгтонському палаці в червні 2016 року, а Джеймі Олівер, близький друг її матері, був одним із хрещених батьків.
З вересня 2016 року та аж до закриття у 2023 році лорд Фредерік був президентом благодійної організації Soldier On!, яка підтримувала вразливих, знедолених або соціально ізольованих людей.

## Нагороди
- 6 лютого 2002: Золота ювілейна медаль королеви Єлизавети II
- 6 лютого 2012: Медаль Діамантового ювілею королеви Єлизавети II
- 6 лютого 2022 р.: Платинова ювілейна медаль королеви Єлизавети II[13]
- 6 травня 2023: Коронаційна медаль короля Карла III